# Kerr Smith (Schauspieler)

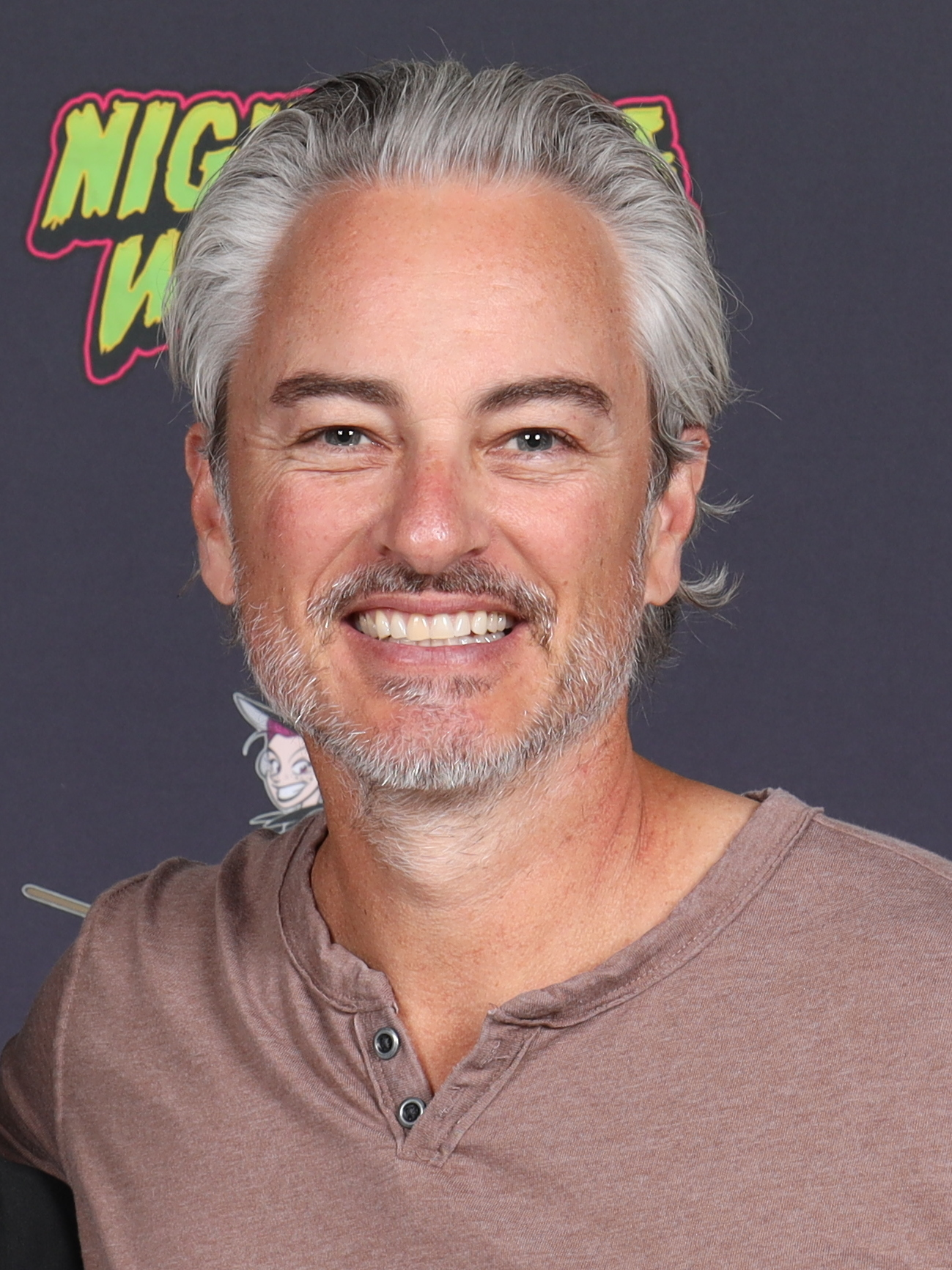
Kerr Smith, 2024

Kerr Van Cleve Smith (* 9. März 1972 in Exton, Pennsylvania) ist ein US-amerikanischer Schauspieler. Bekannt wurde er durch die Rolle des Jack McPhee in der Fernsehserie Dawson’s Creek.

## Leben
Smith machte 1990 seinen Abschluss an der Henderson High School in West Chester, danach studierte er an der University of Vermont.
Smith begann seine schauspielerische Karriere mit unterschiedlichen Rollen. So spielte er von 1996 bis 1997 in der Serie Jung und Leidenschaftlich – Wie das Leben so spielt die Rolle des Teddy Hughes. Zudem war er 2000 in dem Film Final Destination zu sehen und hatte einen Kurzauftritt in der romantischen Komödie Der Club der gebrochenen Herzen, geschrieben und produziert von Greg Berlanti, der auch für Dawson’s Creek mehrere Drehbücher verfasste. Von 1998 bis 2003 spielte Smith in dieser Serie die Rolle des homosexuellen Jack McPhee. 2004 und 2005 war er in einigen Folgen der Fernsehserie Charmed – Zauberhafte Hexen zu sehen.
Smith war außerdem die letzte Person, der in der MTV-Show Punk’d ein Streich gespielt wurde. 2007 spielte er in einzelnen Episoden der bekannten Fernsehserie CSI: NY die Rolle des Andrew „Drew“ Bredford.
Kerr Smith war von 2003 bis 2009 mit der Schauspielerin Harmoni Everett verheiratet.

## Filmografie
- 1996–1997: Jung und Leidenschaftlich – Wie das Leben so spielt (As the World Turns, Fernsehserie)
- 1998: Baywatch – Die Rettungsschwimmer von Malibu (Baywatch, Fernsehserie, Episode 9x06 Phantom vom Strand)
- 1998–2003: Dawson’s Creek (Fernsehserie)
- 1999: Hit and Runway
- 1999: Lucid Days In Hell
- 2000: Final Destination
- 2000: Der Club der gebrochenen Herzen (The Broken Hearts Club: A Romantic Comedy)
- 2000: CSI: Den Tätern auf der Spur (CSI: Crime Scene Investigation, Fernsehserie, Episode 1x07 Blood Drops)
- 2001: The Outer Limits (The Tipping Point, Fernsehserie, Episode 7x19)
- 2001: The Forsaken – Die Nacht ist gierig (The Forsaken)
- 2002: Pressure – Nichts ist gefährlicher als die Wahrheit (Pressure)
- 2003: Atomalarm in San Francisco (Critical Assembly)
- 2004: Eiskalte Engel 3 (Cruel Intentions 3)
- 2004: Silver Lake
- 2004–2005: Charmed – Zauberhafte Hexen (Charmed, Fernsehserie, 10 Episoden)
- 2005: Accidental Murder
- 2005: The Closer (Fernsehserie, Episode 1x08)
- 2005–2006: E-Ring – Military Minds (E-Ring, Fernsehserie)
- 2005: CSI: Miami (Fernsehserie, Episode 3x18 Game Over)
- 2006–2007: Justice – Nicht schuldig (Justice, Fernsehserie)
- 2007: CSI: NY (Fernsehserie)
- 2008–2009: Eli Stone (Fernsehserie)
- 2009: My Bloody Valentine 3D
- 2009: The Forgotten – Die Wahrheit stirbt nie (The Forgotten, Fernsehserie, Episode 1x02)
- 2010–2011: Life Unexpected (Fernsehserie, 26 Episoden)
- 2011: Navy CIS (NCIS, Fernsehserie, 2 Episoden)
- 2014–2018: The Fosters (Fernsehserie, 19 Episoden)
- 2014: Criminal Minds (Fernsehserie, Episode 10x01)
- 2015: Stalker (Fernsehserie, Episode 1x13)
- 2016: Marvel’s Agents of S.H.I.E.L.D. (Fernsehserie, 3 Episoden)
- 2019–2020: Riverdale (Fernsehserie)